# Lost in Space (sèrie de televisió de 1965)
Lost in Space (literalment en català "Perduts en l'espai"), va ser una sèrie de televisió estatunidenca de ciència-ficció, aventures i comèdia infantil, creada i produïda per Irwin Allen, llançada per Fox Broadcasting Company i transmesa per la xarxa televisiva CBS. Va estar en antena tres temporades, la primera d'elles es va emetre en blanc i negre i la resta en color, amb 83 episodis que es van emetre als Estats Units entre el 15 de setembre de 1965 i el 6 de març de 1968.

## Argument
La història es desenvolupa 32 anys en el futur, a partir de 1965, en el llavors distant any de 1997. La Terra pateix una superpoblació massiva i una reducció dels recursos naturals, que estan a punt d'esgotar-se. El govern decideix enviar urgentment una missió espacial a la recerca d'un nou planeta habitable que pugui ser colonitzat per l'espècie humana.

### Els personatges
El professor i doctor John Robinson (Guy Williams), i la seva família composta per la seva esposa, la doctora Maureen Robinson (June Lockhart), els seus fills, Judy (Marta Kristen), Penny (Angela Cartwright), Will (Bill Mumy), amb el seu amic i pilot, el Major Don West (Mark Goddard) van ser "els triats" per dur a terme la missió, i emprendran l'aventura espacial de viatjar fins a Alfa del Centaure, l'estel més proper al nostre sistema solar, en una nau espacial denominada «Júpiter 2».

### La destinació dels viatgers

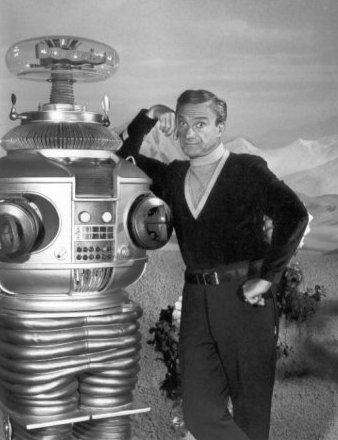
Jonathan Harris interpretant al Dr. Zachary Smith, al costat del robot B9, en Perduts en l'espai de 1967

Els viatgers perduts van caure en un món misteriós al que van anomenar «el planeta perdut», les històries de cada episodi es van tornar còmiques, increïblement absurdes i fins i tot delirants. Els Robinson van trobar aquí extraterrestres, viatgers de tota classe, com uns éssers de la llum provinents de la cinquena dimensió, o una família idèntica als Robinson, una còpia d'ells, però d'extraterrestres, o delinqüents interplanetaris. A més el planeta perdut albergava la seva pròpia reserva de monstres que atacaven recurrentment als nostres viatgers, com els cíclops caníbals, o unes plantes carnívores gegantes (ciclamens), o increïblement absurd home pastanaga, entre molts d'altres. Se sumaven a aquestes rialleres amenaces, les traïcions i sabotatges que el Dr. Smith duia a terme contra els Robinson en cada episodi, des d'intentar lliurar-los als monstres, o vendre'ls a un pirata espacial, fins a vendre el propulsor de la nau a uns compradors de ferralla de l'espai. Mentre els Robinson i el Major West estaven sempre abocats a la tasca de reparar el Júpiter 2, per intentar sortir del planeta i tornar a la Terra.
El Dr. Zachary Smith va continuar interpretant el seu paper de sabotejador durant tota la sèrie, encara que ningú va semblar notar-ho excepte el Major Don West. Els Robinson (especialment el jove Will) eren contínuament posats en perill per Smith.
En començar la segona temporada, van abandonar el planeta perdut, perquè estava a punt d'esclatar, emprenent una nova travessia espacial. Aquesta vegada van viatjar de planeta en planeta durant les dues següents temporades, sempre buscant el rumb de retorn a la Terra. Van trobar noves i absurdes aventures amb diferents personatges, com un circ que viatjava per l'espai, o van emprendre un viatge a l'infern que va ser causat en tocar un instrument musical, o un viatge en el temps, que els va portar de retorn a la Terra el 1940, però van haver d'abandonar-la perquè van ser confosos amb extraterrestres, o un consell de guerra al que van ser sotmesos els Robinson per presumptes crims comesos durant el seu viatge. L'episodi final de la sèrie es va emetre el 6 de març de 1968, sense que els nostres viatgers espacials haguessin aconseguit tornar a casa.

## Història del programa i el seu èxit

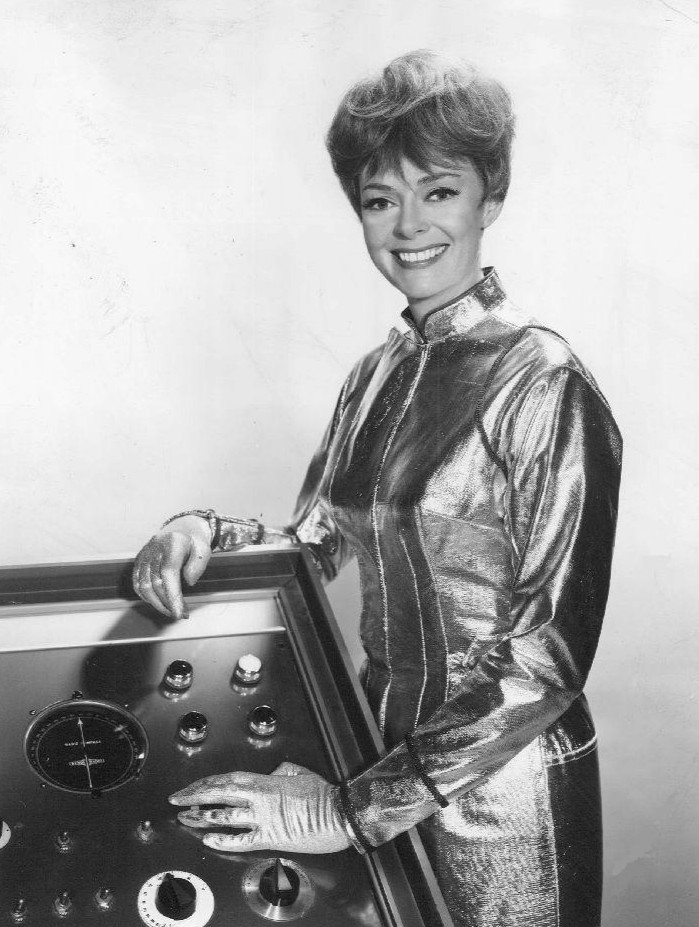
June Lockhart, en el seu paper de la Dra. Maureen Robinson, en Perduts en l'espai de 1965.

Aquesta sèrie va ser la segona de les quatre sèries de ciència-ficció que Allen va realitzar per a televisió. El seu tema principal era l'aventura de viatjar a través de l'espai. Conceptualment, la sèrie és una adaptació de l'era espacial de la novel·la clàssica d'aventures La família Robinson suïssa, de Johann David Wyss. Durant la primera temporada, la sèrie segueix les aventures d'una família d'astronautes que queda atrapada en un món estrany després d'haver-se perdut en el seu intent d'arribar al sistema Alfa del Centaure. En la segona i tercera temporades viatgen a altres mons en el seu intent mai resolt d'arribar a la seva destinació original o de tornar a la Terra.
Seguint el reeixit format de la primera sèrie de televisió d'Allen, Viatge al fons del mar, es va emfatitzar la creació d'una història d'aventures emocionant, orientada cap a la fantasia. Cada setmana, el programa presentava un accelerat assalt visual d'efectes especials, explosions, monstres extraterrestres, naus espacials i exòtics paisatges, complementats amb un vestuari de brillants colors primaris.
Hi havia un clar contrast amb l'altra sèrie de televisió d'aventures espacials que s'emetia aquest dia, Star Trek. En Perduts en l'espai el desenvolupament psicològic dels personatges, la serietat dels temes, la profunditat dramàtica o fins i tot la coherència de la història eren aspectes ignorats. La frase "No siguin lògics amb mi!" ("Don't get logical with me!") era utilitzada freqüentment per Allen quan els guionistes li exigien certs canvis en els seus guions.
Els crítics es van queixar que aquest era l'equivalent televisiu de mostrar un objecte brillant per distreure al televident poc exigent. No obstant això, malgrat les crítiques, el programa va ser un èxit.
Allen havia descobert una reeixida fórmula que va fer servir per crear una tercera sèrie d'aventures i fantasia, El túnel del temps (The Times Tunnel, 1966-1967), que va ser seguida per la seva última i més ambiciosa sèrie, Terra de gegants (Land of the Giants, 1968-1970). Aquestes sèries es van convertir en favorites dels teleespectadors i d'alguns crítics que havien rebutjat la seva anterior proposta.